# Paisatge miner de Cornualla i de l'oest de Devon
El Paisatge miner de Cornualla i l'oest de Devon és un conjunt de mines i paisatges situats a Cornualla i l'oest de Devon al sud-oest del Regne Unit. Va ser inclòs per la Unesco a la llista del Patrimoni de la Humanitat el juliol de 2006.

## Història
Fins a la meitat del segle xvi, Devon produïa aproximadament el 25-40 % del total d'estany de Cornualla però la producció de mineral entre Devon i Cornualla durant aquest període era relativament petita. A partir de 1540, la producció de Cornualla es va accelerar, i va deixar la producció de Devon entre el 9 i el 10 %.
Els paisatges de Cornualla i l'oest de Devon van patir una transformació radical durant els segles xviii i xix amb un augment de l'explotació minera de coure i estany. Aquesta transformació comprèn mines subterrànies, tallers de màquines, foses, noves poblacions, petites empreses, ports i indústries auxiliars que van dotar de dinamisme industrial i comercial a la zona. Aquest desenvolupament va permetre que la regió produís dos terços del coure mundial.
A principis del segle xix, un nombre important de miners varen emigrar i marxaren a viure i treballar a altres comunitats mineres mantenint les tradicions locals. Aquest moviment migratori va aconseguir el seu zenit a la fi del segle xix.
La indústria minera ja reduïda va continuar a Cornualla després del desplom del coure en la dècada de 1860 amb la producció centrada en l'estany. L'explotació minera metalífera va finalitzar el 1998 amb el tancament de la mina de South Crofty a Pool, l'última mina d'estany operativa a Europa.

## Zones inscrites
La catalogació de Patrimoni de la Humanitat comprèn petites zones unides temàticament entre si a Cornualla i Devon. Les zones (amb el codi d'àrea) són:
- A1 - Districte miner de St Just.
- A2 - Port de Hayle
- A3i - Districtes miners de Tregonning i Gwinear
- A3ii - Trewavas
- A4 - Districte miner de Wendron
- A5i - Districtes miners de Camborne i Redruth

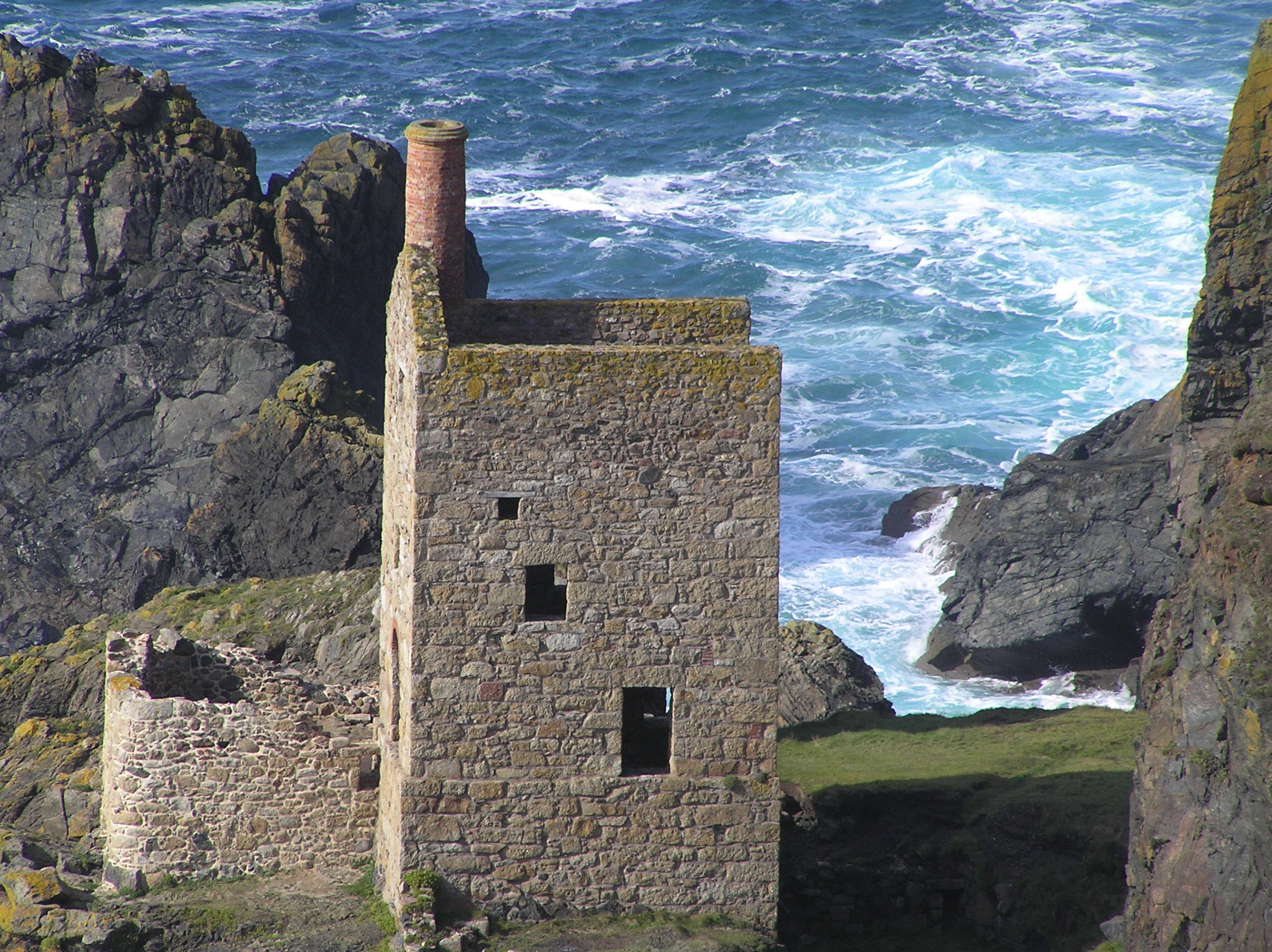
Crown Mines, Botallack

- A5ii - Wheal Peevor
- A5iii - Port de Portreath
- A6i - Districte miner de Gwennap
- A6ii - Perran Foundry
- A6iii - Kennall Val
- A7 - Districte miner de St Agnes
- A8i - Vall de Luxulyan
- A8ii - Charlestown
- A9 - Districte miner de Caradon
- A10i - Tamar Valley
- A10ii - Tavistock